# Кошијева теорема о резидуму
Кошијева теорема о резидуму, названа по Лују Кошију, представља теорему у комплексној анализи, по којој се криволинијски интеграл дате функције {\displaystyle f} по граници неке области {\displaystyle D} може добити рачунањем резидума у изолованим сингуларитетима те функције који су садржани у области {\displaystyle D}. Прецизније:
Нека је функција {\displaystyle f} холоморфна над облашћу {\displaystyle D\setminus \{a_{1},...,a_{n}\}}, при чему су {\displaystyle a_{1},...,a_{n}} изоловани сингуларитети функције {\displaystyle f}. Нека је граница области {\displaystyle D} оријентисана и састоји се од коначно много непрекидних кривих. Тада важи:
{\displaystyle \int _{\partial D}f(z)dz=2\pi i\sum _{j=1}^{n}\operatorname {Res} _{z=a_{j}}f(z)}
Другим ријечима, интеграл функције {\displaystyle f} по ивици неког скупа једнак је производу {\displaystyle 2\pi i} и збира вриједности резидума у тачкама тог скупа које представљају сингуларитете за функцију {\displaystyle f}.